# 塞雷丁齊 (赫梅利尼茨基州)
50°5′48″N 27°8′8″E / 50.09667°N 27.13556°E
塞雷丁齊（羅馬化：Seredyntsi）是烏克蘭的村落，位於該國西部赫梅利尼茨基州，由舍佩蒂夫卡區負責管轄，始建於1225年，面積0.183平方公里，海拔高度275米，人口600。